# 印第安納波利斯中央圖書館
39°46′42″N 86°9′24″W / 39.77833°N 86.15667°W
印第安納波利斯中央圖書館（英語：Indianapolis Central Library）是美國印第安納州首府印第安納波利斯的一座公共圖書館，為印第安納波利斯公共圖書館22座分館中的旗艦館。

## 历史

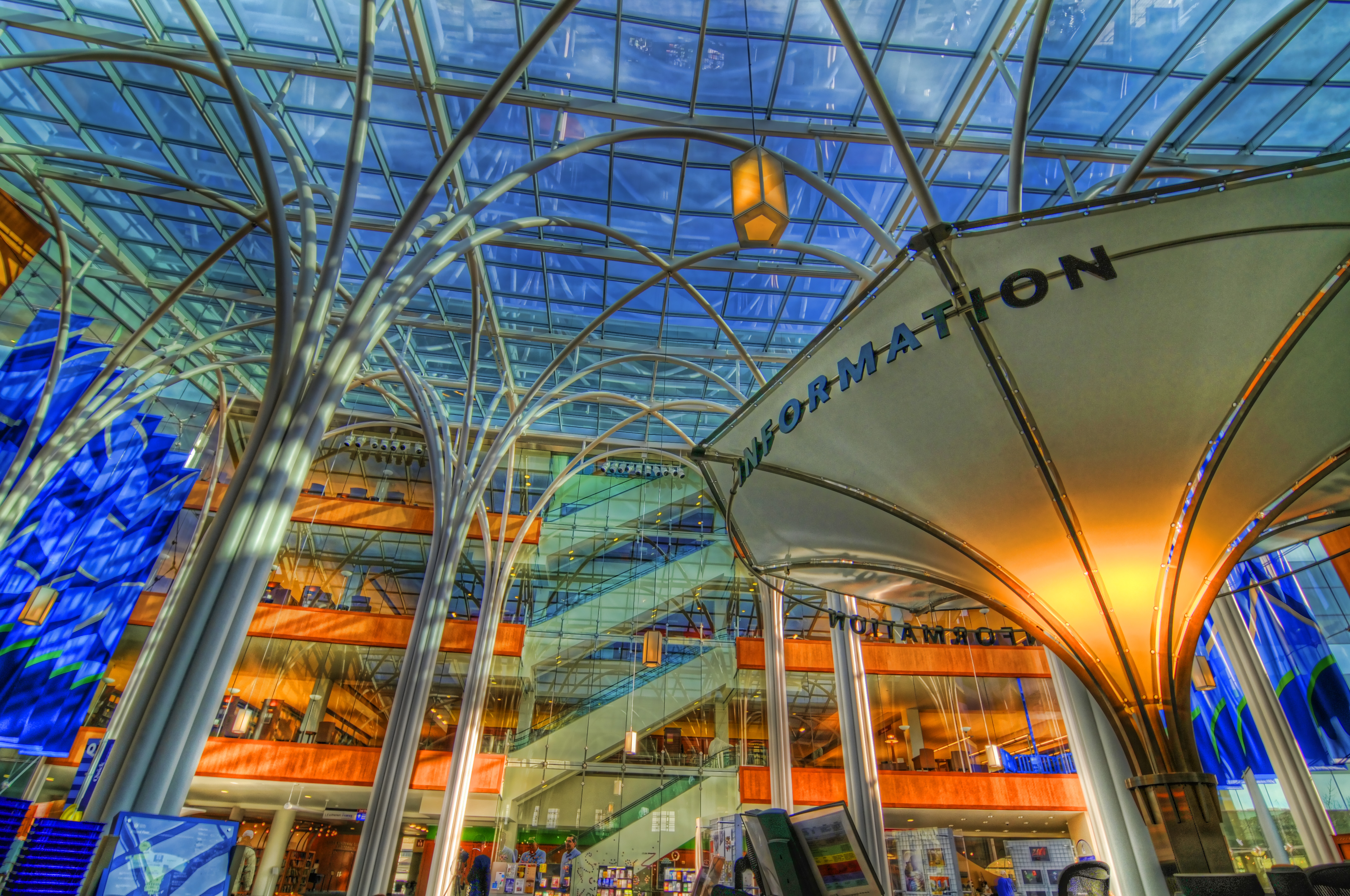
印第安納波利斯中央圖書館內部

印第安納波利斯中央圖書館的土地是由出身印州的美國作家詹姆斯·惠特康比·雷利所捐贈的，建築由建築師保羅·菲利普·克里特所設計，以希臘多立克柱式風格建造。內部材料包括印第安納石灰石，核桃木和白橡木，建築工程於1917年10月完成，被認為是美國最優秀的圖書館建築之一。
2001年，位於印第安納波利斯的Woollen, Molzan and Partners建築公司受委託對這座歷史建築進行翻新。其設計為增建新的6層樓現代化玻璃帷幕大樓，並與原有的古典建築結合。施工問題導致工程曾在2004年暫時停止，經過翻新的中央圖書館及其新中庭最終於2007年12月9日開放。
2016年，Elle Decor雜誌將中央圖書館列入『美國50家最佳圖書館』名單。

## 外部連結
- 印第安納波利斯公共圖書館（英文）
- （页面存档备份，存于） （英文）